# GTA Spano
La GTA Spano est une supercar du constructeur automobile espagnol GTA Motor, installé à Riba-roja de Túria. Elle est équipée du V10 de la Dodge Viper.
Les premiers exemplaires ont été livrés en 2010. Il est prévu de construire que 99 Spano au total.

## Première génération (2013-2015)
La version de production de la GTA Spano a été dévoilée au Salon de l'automobile de Genève en 2013, quatre ans après la présentation du prototype à Valence.
Cette série utilisait une version modifiée et suralimentée du moteur V10 de la Dodge Viper de 8,4 L, développant 912 ch (671 kW) et 1 000 N m de couple. Seules deux des trois options de transmission d'origine étaient disponibles pour la version de production. La boite séquentielle à 7 rapports et la manuelle a également 7 rapports. Selon le fabricant les performances sont: 0 à 100 km/h = 2,9 secondes et vitesse maximale de 350 km/h.

## Deuxième génération (2015 - …)
Au Salon de l'automobile de Genève en 2015, Spania GTA a présenté une version revisitée de la GTA Spano. Plusieurs modifications internes et externes ont été apportées pour la différencier du modèle de première génération.
Comme le modèle de première génération, le moteur reste le V10 de la Viper mais en version 8 L de cylindrée, sa puissance est augmentée à 938 ch (690 kW) et le couple à 1 220 N m. Il n'y a plus de disponible que la boite de vitesses séquentielle à 7 rapports produite par CIMA. Dans le développement de la deuxième génération de la GTA Spano, Spania GTA s'est associée à la société espagnole de nanotechnologie Graphenano® pour incorporer des matériaux en graphène dans le châssis.
Le constructeur affirme que l'utilisation de graphène au niveau de la carrosserie augmente la rigidité structurelle et diminue le poids de la voiture.
La GTA Spano de deuxième génération présente également une utilisation plus étendue de panneaux de carrosserie en fibre de carbone. Le 0 à 100 km/h reste identique, 2,9 s mais la vitesse de pointe augmente : 370 km/h

## Culture populaire
Présente régulièrement dans les salons automobiles européens mais absente de nombreux jeux vidéo comme Gran Turismo, on découvre la GTA Spano lors de la course finale du film Need for Speed sorti en 2014.
Elle fait partie des véhicules jouables dans les jeux de course DriveClub, Asphalt 8, CSR 2, Forza Horizon 3, Forza Horizon 4, Forza Horizon 5 et Forza Motorsport 7.
Le nombre limité d'exemplaires produits ainsi que sa discrétion sur la scène automobile font de la GTA Spano l'une des voitures les plus prisées par les car spotters.